# Tonalite-Trondjhémite-Granodiorite

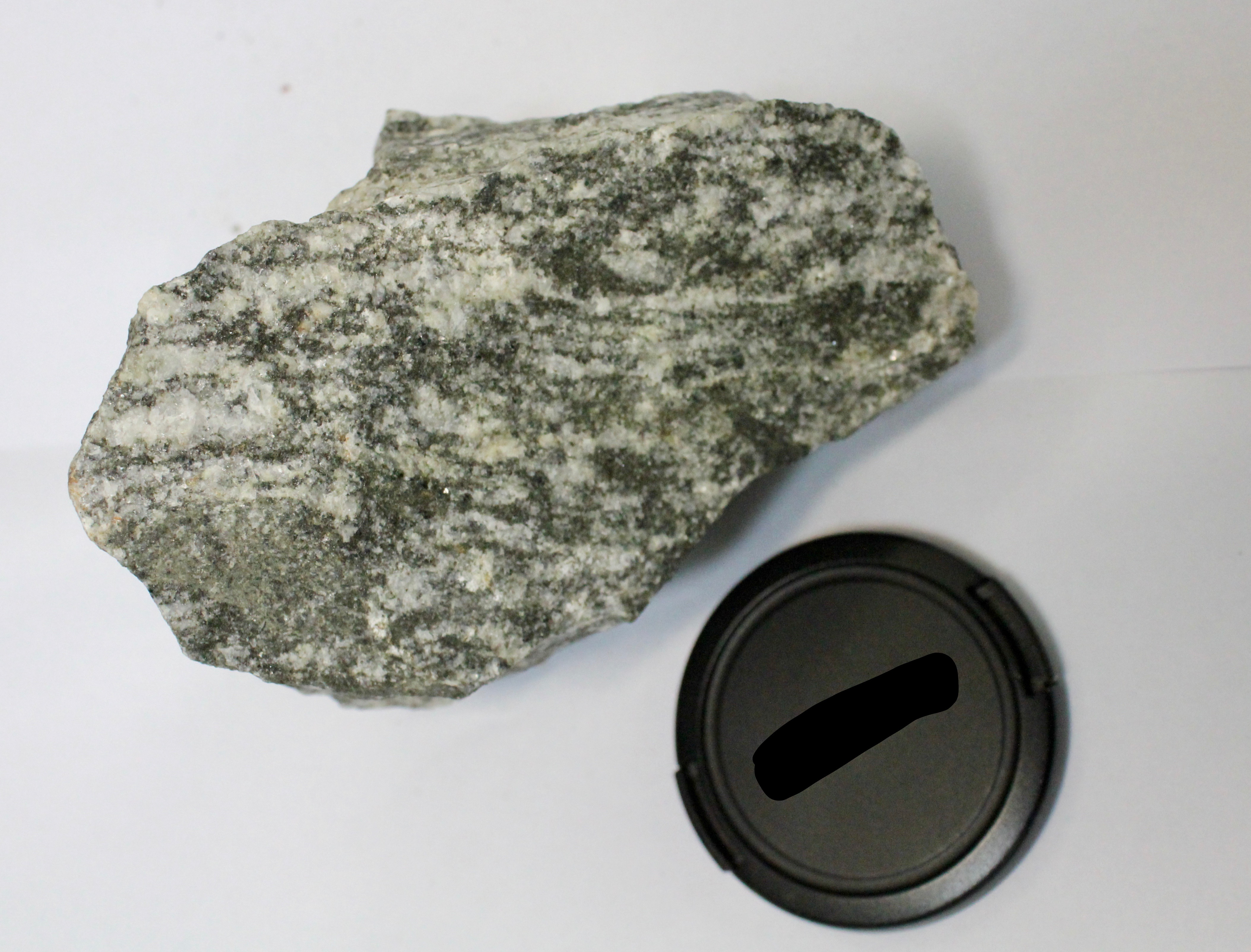
Échantillon d'un TTG : gneiss tonalitique de Tsawela (Craton de Kaapvaal, Afrique du Sud).

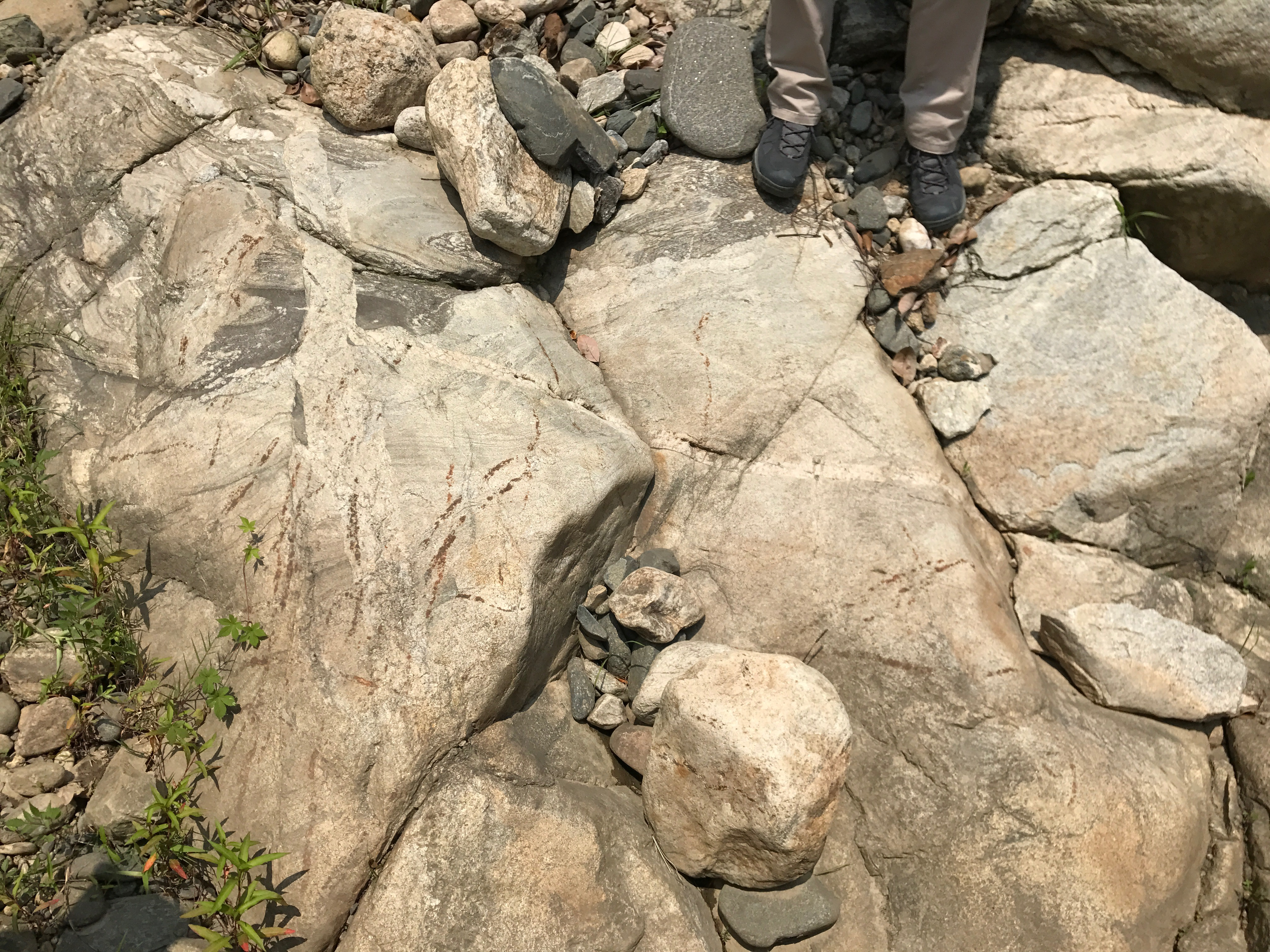
Affleurement rocheux de TTG archéen à mafique et felsique et dans le Complexe Kongling, Craton du sud de la Chine.

Les tonalite-trondhjémite-granodiorite ou TTG est un cortège de roches intrusives avec une composition granitique (quartz et feldspath), mais ne contenant qu'une petite partie de feldspath potassique. 
Le cortège est constitué par des tonalites, trondhjémites et granodiorites qui se retrouvent souvent ensemble dans les enregistrements géologiques, indiquant des processus pétrogénétiques similaires. 
Les TTG sont des roches très fréquentes à l'Archéen, dont elles constituent l'un des composants majeurs des cratons archéens. Les TTG post-archéennes (après 2,5 Ga) sont présentes dans les batholites liés à un volcanisme d'arc, ainsi que dans les ophiolites (bien que dans une faible proportion). 